# Charles Durget
Charles-Louis-Jules Durget Durget, né à Laval le 28 février 1843, mort le 16 novembre 1910, est un historien français.

## Biographie

### Origine
Il est le fils d'Armand-Charles-Joseph Durget et de Marie Deffay, orpheline, née à Laval.
Son père était élève de l'école normale de Versailles, camarade d'Antoine-Thomas Naudet  et de Pierre Larousse avec qui il garda les relations les plus étroites. Il était venu comme directeur de l'école primaire élémentaire au collège royal de Laval, vers 1839. Ami de Gabriel Oltramare, il est reconnu comme le rédacteur de plusieurs articles sur les mathématiques, insérés au Grand dictionnaire universel du XIXe siècle. Il s'occupe aussi de l'arithmétique dans le L'école normale: journal de l'enseignement pratique.
Charles Durget entre à l'école primaire de son père où il fait ses premières études en 1847 ; il émigra ensuite à l'institution Mary-Beauchesne, et revint au lycée de Laval en 1850. Atteint de la fièvre typhoïde, les premières années du lycée sont difficiles. Son père, alors entré dans le service des poids et mesures, puis chargé de l'inspection de l'Assistance, vient chaque jour le visiter au lycée où l'enfant fut, à partir de 1855, soumis au régime de l'internat par suite de l'obtention d'une bourse départementale. Charles Durget fut reçu bachelier es sciences à la Faculté des Sciences de Rennes le 6 novembre 1861, mais sa bourse départementale lui ayant été continuée, il resta au lycée durant toute l'année scolaire.

### Notaire
Exonéré du service militaire, il entra en l'étude de Me Emile Texier. Comme tous ses camarades, lors la guerre franco-allemande de 1870, il fut incorporé dans la garde nationale. Après l'armisitice, il reprit ses occupations chez Me Emile Texier dont il fut le principal clerc jusqu'en 1877. Une étude de notaire s'étant alors trouvée à sa convenance, à Sablé, il l'acheta. Sophie Galitzine, duchesse de Chaulnes s'adresse à lui dans sa détresse. Il dut alors quitter Sablé en 1885. Revenu à Laval pour diriger avec sa belle-sœur, Mlle Doisneau, la maison de commerce qu'elle avait fondée, il prit goût aux recherches historiques.
Il entre dans la Commission historique et archéologique de la Mayenne en 1892. Devenu, par son mariage en 1883, propriétaire de la tour Rennaise, il la consolida et la restaura.

## Publications
- La Porte et la Tour Renaise, étude, écrite à l'aide des notes que Charles Durget avait rassemblées et publiée en 1896 à Laval. Elle fut achevée, à la mort de Alfred de Martonne. Charles Durget en donna un tirage à part (Laval, E. Lelièvre, 1901. In-8°, 98 p.).
- Registre minutier des notariats et anciens tabellionnages de l'arrondissement de Laval, en compagnie de M. Thuau, (Laval, A. Goupil, 1897. In-fol.).
- Les minutes des notaires dans l'arrondissement de Laval. Commission historique de la Mayenne, 1897, t. XIII, p. 480, et tirage à part : Laval, E. Lelièvre, 1898. In-8°, 21 p.
- Laval. Anciens quartiers, deux brochures : la première est consacrée aux Maisons Carrefour Mazure, rue du Pilier-Vert et rue Renaise [Bulletin de la Commission historique, t. XVI, p. 353, et tirage à part : Laval, E. Lelièvre, 1901 ; in-8°, 36 p.) ; la seconde raconte Le Palais de la commanderie de Thévalles mis en vente (Journal de Laval, 1901, et tirage à part : Laval, E. Lelièvre, 1901 ; in-8°, 20 p.).
- Ursulines du monastère de Sainte-Croix de Laval, (Laval, E. Lelièvre, 1900 ; in-8°, 8 p.) ;
- Annexions prématurées. Vieux procédé anglais. Au Transvaal comme à Laval  (Laval, E. Lelièvre, s. d. ; in-8°, 4 p.) ;
- Le maréchal André de Lohéac(Laval, E. Lelièvre, s. d. ; in-8°, 7 p.);
- Abbaye de Clermont (Journal de Laval, 1901, et tirage à part : Laval, E. Lelièvre, s. d. ; in-8°, 4 p.) ;
- Fabriciens (Journal de Laval, 1906, et tirage à part : Laval, E. Lelièvre, s. d. ; in-8°, 8 p.) ;
- Petite Église (Journal de Laval, 1906, et tirage à part : Laval, E. Lelièvre, s. d. ; in-8°, 4 p.) ;
- Église gallicane, 1906 (Journal de Laval, 1906, et tirage à part : Laval, E. Lelièvre, s. d. ; in-8°, 4 p.) ;
- Saint-Germain-le-Guillaume (Journal de Laval, 1907) ;
- Lavau-Guyon (Journal de Laval, 1907, et tirage à part : Laval, E. Lelièvre, s. d. ; in-8°, 10 p.) ;
- Forsbourg du Pont de Maienne. Saint-Vénérand (Journal de Laval, 1908, et tirage à part : Laval, E. Lelièvre, s. d. ; in-8°, 8 p.).
- un ouvrage inachevé : La géographie et l'histoire par la lecture des noms de contrées, lieux, etc., Annales fléchoises et de la Vallée du Loir, t. V et sqq., et tirage à part : La Flèche, E. Besnier, 1905, in-8°, 178 p.).

## Source
- Bulletin de la Commission historique et archéologique de la Mayenne, 1910.